# 김추자
김추자(한국 한자: 金秋子, 1951년 1월 2일 ~ )는 대한민국의 가수이다.

## 생애
1951년 1월 2일 강원도 춘천시 약사동에서 5녀 중 막내로 태어났다. 춘천여자고등학교를 졸업했다. 고등학교 때에는 응원단장, 강원도 배드민턴·기계체조 선수였다. 춘천향토제에서 전통 창인 〈수심가〉를 불러 3위에 입상하였다. 1969년에 동국대학교 연극영화학과에 진학하였고 1973년 동 대학 학사 학위를 취득하였다.
신중현은 김추자의 노래를 듣고 곡을 주었고, 1969년 데뷔 음반이 발표되었다. 가창력과 섹시한 춤을 겸비한 김추자는 1970년대에 큰 인기를 끌었고, ‘담배는 청자, 노래는 추자’라는 유행어까지 생겼다. 한편 1971년에는 영화 《내일의 팔도강산 - 제3편》의 카메오 단역으로 영화배우 데뷔하였다.

## 사고 및 사건
- 1971년 구혼을 거절 당한 매니저 소윤석이 휘두른 깨진 소주병에 얼굴을 베여 큰 부상을 입고, 성형수술을 여섯번이나 받아야만 하였다.
- 1975년 4월 긴급조치 9호인 가요 규제조치가 발표되면서 그녀의 모든 노래는 금지곡으로 묶이고 신중현, 이장희, 윤형주 등과 함께 가수활동 전면 금지의 선고를 받는다. 당시 가수들에겐 유행과도 같았던 대마초를 소지한 혐의였다. 그 후 여러 차례의 재기를 시도했으나 실패하였다가 1978년 6월 대한극장에서 열린 재기 리사이틀로 성공적인 컴백을 했으나 1981년 결혼과 함께 가요계를 떠났다가, 1986년 1월 KBS TV [백분쇼]에 단 한 차례 출연한 뒤 다시 가요계를 떠났다. 이후 1988년 컴백하면서 [세월만 가네]을 발매하였다.

## 음악 스타일
대부분 신중현이 작곡한 김추자의 음악은 신중현이 추구하던 한국적 록이었다. 사이키델릭 록처럼 당시 유행하던 트로트와 차별되는 현대적인 음악에 한국적인 요소를 섞은 음악이었다. 예를 들어 데뷔곡 〈늦기 전에〉를 들어보면 처음에는 소울과도 같지만 후반부에는 판소리 창법이 도입되었다.

## 노래·음반
데뷔 후 2년간(1969 ~ 1971년) 12장의 음반이 제작되었고, 이후에도 다수 발표되었다.
- 1969년 10월 20일 《늦기전에》 (총 10곡 수록)[3]
- 1970년 6월 26일 《님은 먼곳에》 (신중현 작곡집)
- 1970년 11월 10일 《닐리리 맘보》 (스테레오 힛트앨범 Vol.1) (라화랑 작곡집) : 2021년 2월 중순 재발매 계획
- 1970년 11월 10일 《빗속을 거닐며》 (스테레오 힛트앨범 Vol.2) : 2021년 2월 중순 재발매 계획
- 1971년 《자하골 미투리》 (김강섭 작편곡집)
- 1971년 1월 20일 《꿈속의 나오미》
- 1971년 2월 17일 《마부》 (신중현 작편곡집)
- 1971년 4월 10일 《거짓말이야》 (Golden Hit Album) (수출용 음반)
- 1971년 6월 1일 《마음은 짚시》 (스테레오 힛트앨범 Vol.3)
- 1971년 9월 1일 《거짓말이야》 (킹 힛트앨범 Vol.1)
- 1971년 9월 1일 《굳나잇 베이비》
- 1971년 10월 25일 《그대는 바보》 (드렉스 앨범)
- 1971년 10월 25일 《그대는 바보》 (킹스테레오 힛트앨범 Vol.2)
- 1972년 《이밤이 가면》 (전우중,신중현 작편곡집)
- 1972년 11월 5일 《눈이 내리네》 (컴백 리싸이틀)
- 1973년 《즐거운 일요일》 (전우중 편곡집)
- 1973년 1월 8일 《눈이 내리네》 (Greatest Hits)
- 1973년 12월 28일 《왜 아니올까》 (김희갑 작곡집)
- 1973년 12월 28일 《후회》 (신중현 작곡집)
- 1974년 《뜨거운 눈물》
- 1974년 5월 1일 《그럴수가 있나요》
- 1974년 5월 12일 《어디로 가야하나》 (김희갑 작편곡집)
- 1974년 6월 2일 《무인도》 (이봉조 작곡집)
- 1974년 6월 8일 《댄서의 순정》 (다시 불러보는 옛노래) (나화랑 작편곡집)
- 1974년 11월 15일 《가는 길》
- 1975년 1월 5일 《님은 먼곳에》 (GREATEST HITS)
- 1978년 《리싸이틀》
- 1980년 《님은 먼곳에》
- 1980년 3월 1일 《저무는 바닷가》 (신중현 작곡집)
- 1980년 3월 1일 《후회》 (신중현 작곡집)
- 1980년 4월 20일 《가는 길》
- 1980년 4월 20일 《불어라 바람아》 (김희갑 작곡집)
- 1982년 9월 30일 《님은 먼곳에》 (히트 18 퍼레이드)
- 1985년 12월 1일 《그런거라네》 (컴백 특별앨범) (정옥현 작곡집)
- 1987년 9월 10일 《거짓말이야》 (금지해제곡)
- 1987년 12월 《님은 먼곳에》 (베스트 20)
- 1988년 3월 8일 《세월만 가네》 (컴백앨범) : 오아시스 레코드의 오리지널 마스터로 500장 한정반으로 프랑스에서 제작.
- 1989년 7월 《님은 먼곳에》 (Golden Greatest Hits)
- 1990년 1월 1일 《마음의 그림자》 (김희갑 작곡집)
- 1993년 《님은 먼곳에》 (골든힛송모음집)
- 2014년 6월 2일 《It's Not Too Late》
- 1970년 김추자,오기택 《정떨어 졌구나》
- 1975년 3월 3일 김추자와 검은나비 《내마음은 곱다오》

### 주제가
- 〈님은 먼 곳에〉는 1970년 동양TV에서 방영된 동명의 드라마 주제가로 만들어졌고, 다시 2008년 개봉한 동명의 영화에서 사용되었다.
- 1969년에 발표된 〈늦기 전에〉와 〈월남에서 돌아온 김상사〉는 1971년에 같은 제목으로 영화가 제작되었다.

## 참고 및 링크
- 전설의 디바 김추자 1981년 결혼 이후 최초 인터뷰, 《신동아》, 2007.6.
- 한국영화데이터베이스
- maniadb